# Белорус-Александровка
Белору́с-Алекса́ндровка (баш. Белорус-Александровка) — деревня в Архангельском районе Республики Башкортостан России. Входит в состав Липовского сельсовета.

## Географическое положение
Расстояние до:
- районного центра (Архангельское): 30 км,
- центра сельсовета (Благовещенка): 7 км,
- ближайшей железнодорожной станции (Приуралье): 38 км.

## Население
| 2002 | 2009 | 2010 |
| ---- | ---- | ---- |
| 122  | ↘109 | ↘86  |

### Национальный состав
Согласно переписи 2002 года, преобладающая национальность — русские (60 %).